# Ronde van Vlaanderen 1992/Startlijst
Onderstaand het deelnemersveld van de 76e Ronde van Vlaanderen verreden op 5 april 1992. Deze lijst behandelt de 123 renners die hebben uitgereden. De Fransman Jacky Durand (Castorama) kwam in Meerbeke als winnaar over de streep. De renners werden gerangschikt naar uitslag en ploeg.

## Ploegen
| K = Kopman | DNF = Aantal renners niet uitgereden | Vb. = Nationale kampioen op de weg 1991 |

### Castorama
Jacky Durand K 

 François Simon 11E

DNF

DNF

DNF

DNF

DNF

DNF

### Lotus–Festina
Thomas Wegmüller 

 Sean Kelly K 73E

 Mauro Gianetti 89E

 Pascal Richard 92E

DNF

DNF

DNF

DNF

### Buckler–Colnago–Decca
Edwig Van Hooydonck K 

 Frans Maassen 5E

 Jelle Nijdam 6E

 Gerrit Solleveld 47E

 Eric Vanderaerden 78E

 Mario De Clercq 81E

 Twan Poels 104E

DNF

### Panasonic–Sportlife
Maurizio Fondriest K 4E

 Rudy Dhaenens 13E

 Marc Sergeant 15E

 Vjatsjeslav Jekimov 30E

 Marc van Orsouw 32E

 Guy Nulens 62E

 Jacques Hanegraaf 97E

DNF

### Telekom
Marc Madiot K 7E

 Peter Farazijn 49E

 Etienne De Wilde 60E

 Christian Henn 84E

 Wilfried Peeters 98E

DNF

DNF

DNF

### TVM–Sanyo
Jesper Skibby K 8E

 Dmitri Konysjev 14E

 Johan Capiot 27E

 Gert-Jan Theunisse 28E

 Rob Harmeling 36E

 Eddy Schurer 43E

 Vasili Zjdanov 71E

DNF

### GB–MG Maglificio
Franco Ballerini K 9E

 Andrei Tchmil 23E

 Mario Cipollini 54E

 Benjamin Van Itterbeeck  75E

 Francis Moreau 96E

 Johan Verstrepen 112E

DNF

DNF

### Gatorade–Chateau d'Ax
Dirk De Wolf K 10E

 Mario Scirea 29E

 Rudy Verdonck 53E

 Laurent Fignon 77E

 Pello Ruiz Cabestany 85E

 Giovanni Fidanza 101E

 Stefano Zanatta 123E

DNF

### Ariostea
Adriano Baffi 12E

 Rolf Gölz 17E

 Bruno Cenghialta 65E

 Marco Lietti 66E

 Rolf Järmann 82E

 Rolf Sørensen 83E

DNF

DNF

### Lotto–Mavic
Johan Museeuw K 14E

 Sammie Moreels 33E

 Peter De Clercq 42E

 Rik Van Slycke 45E

 Patrick Deneut 55E

 Dirk Demol 121E

 Kurt Onclin 122E

DNF

### Carrera Jeans–Vagabond
Guido Bontempi K 18E

 Hervé Meyvisch 39E

 Giancarlo Perini 40E

 Massimo Ghirotto 76E

 Djamolidin Abdoezjaparov 91E

 Fabio Roscioli 109E

DNF

DNF

### Collstrop–Garden Wood–Histor
Jean-Marie Wampers 19E

 Jan Wynants 48E

 Chris Peers 100E

 Paul Haghedooren 102E

 Laurenzo Lapage 103E

 Marc Bouillon 119E

 Klaus De Muynck 120E

DNF

### PDM–Ultima–Concorde
John Talen 20E

 Uwe Raab 21E

 Nico Verhoeven 52E

 Kai Hundertmarck 64E

 Maarten den Bakker 115E

 Gert Jakobs 116E

DNF

DNF

### Z–Lemond
François Lemarchand 22E

 Thierry Gouvenou 38E

 Jean-Claude Colotti 57E

 Philippe Casado 59E

 Gilbert Duclos-Lasalle 67E

 Christophe Capelle 113E

DNF

DNF

### ONCE–Look–Mavic
Laurent Jalabert K 24E

 Stephen Hodge 31E

 Johnny Weltz 63E

 Philippe Louviot 87E

 Luis María Díaz De Otazu 105E

 Iñaki Ayarzaguena 106E

 Juan Llaneras 108E

DNF

### Motorola
Maximilian Sciandri 25E

 Dag-Otto Lauritzen 34E

 Steve Bauer 41E

 Phil Anderson 50E

 Jan Schur 110E

 Andy Bishop 111E

DNF

DNF

### Tulip Computers–Koga
Adrie van der Poel 26E

 Allan Peiper 44E

 Peter Pieters 51E

 Herman Frison 56E

 Ronny Van Holen 70E

 Rudy Rogiers 94E

 Brian Holm 99E

DNF

### Mercatone Uno–Zucchini–Mendeghini
Giuseppe Petito 35E

 Bruno Leali 37E

 Silvio Martinello 61E

 Enrico Cecchetto 93E

 Dario Bottaro 107E

DNF

DNF

DNF

### Helvetia–La Suisse
Jörg Müller 46E

 Rolf Aldag 58E

 Erich Mächler 72E

 Henri Manders 114E

DNF

DNF

DNF

DNF

### ZG Mobili–Selle Italia
Gianni Faresin 68E

 Gianluca Pierobon 69E

DNF

DNF

DNF

DNF

DNF

DNF

### RMO
Mauro Ribeiro 74E

 Marcel Wüst 88E

DNF

DNF

DNF

DNF

DNF

DNF

### Assur Carpets–Willy Naessens–Euroclean
Noël Szostek 79E

 Peter Naessens 90E

 Patrick Schoovaerts 117E

DNF

DNF

DNF

DNF

DNF

### La William–Duvel
Marek Kulas 86E

 Benny Van Brabant 95E

DNF

DNF

DNF

DNF

DNF

DNF

### Clas–Cajastur
José Roberto Sierra 118E

DNF

DNF

DNF

DNF

DNF

DNF

DNF

## Afbeeldingen

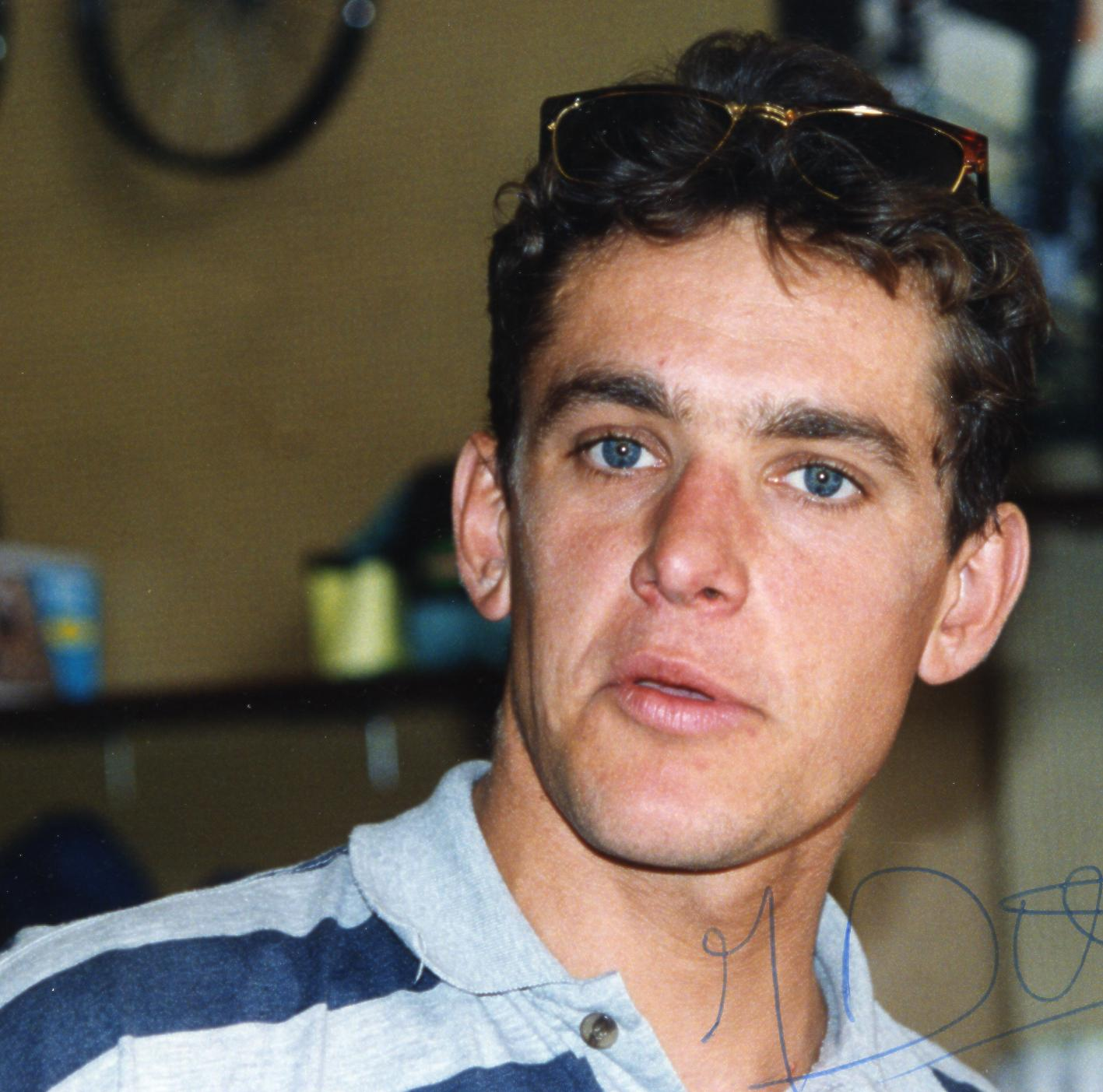
Jacky Durand
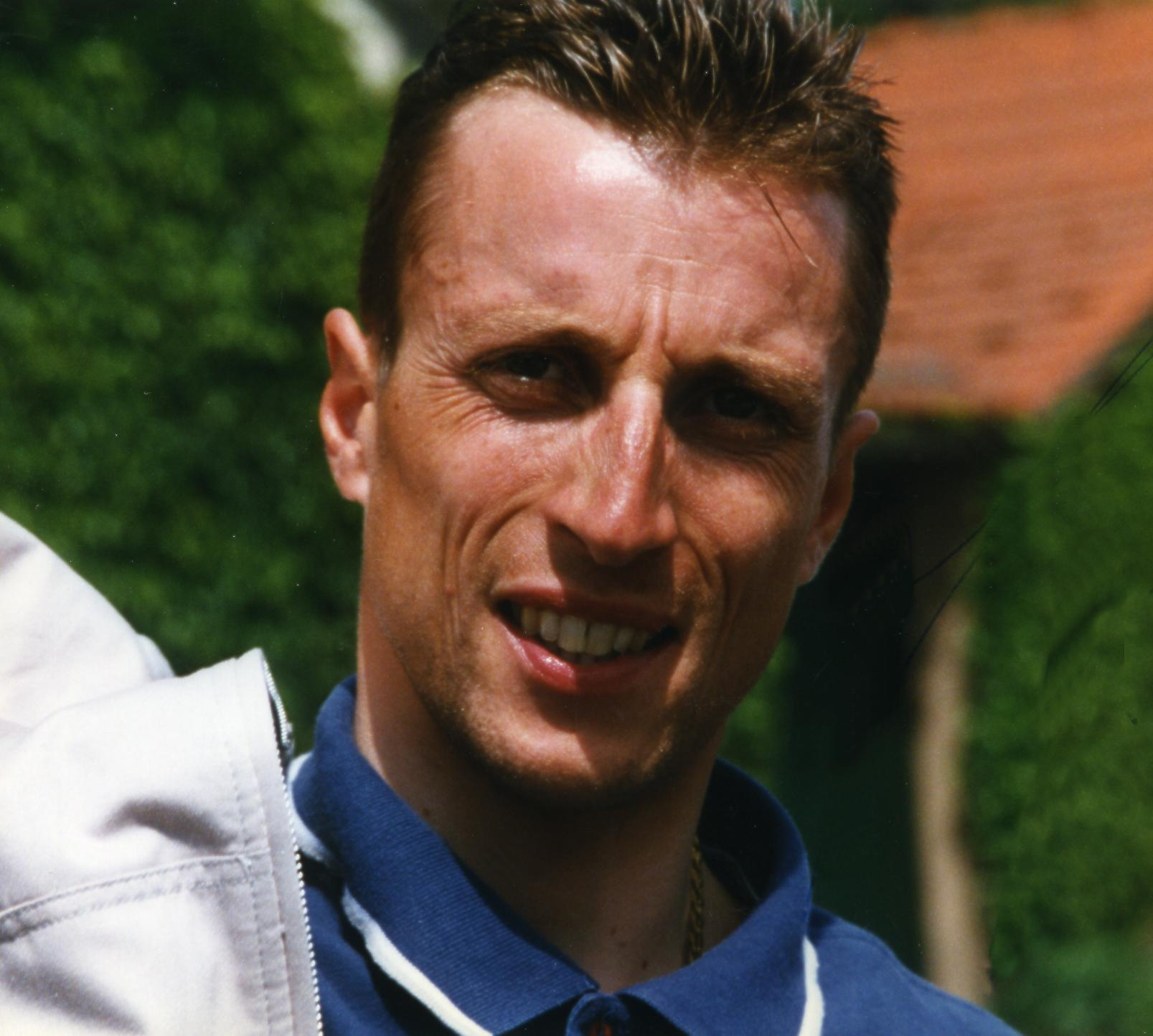
Maurizio Fondriest
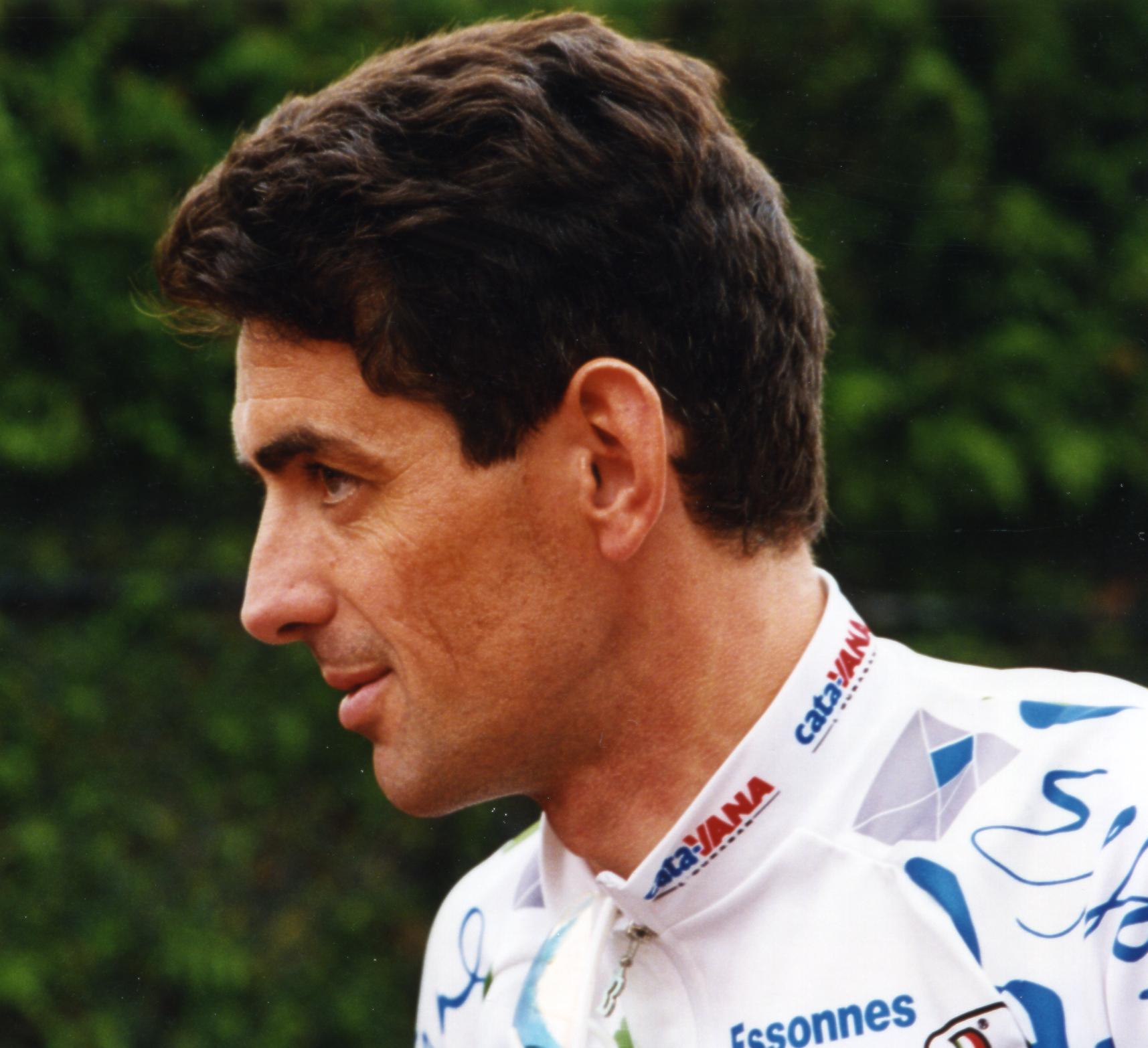
Marc Madiot
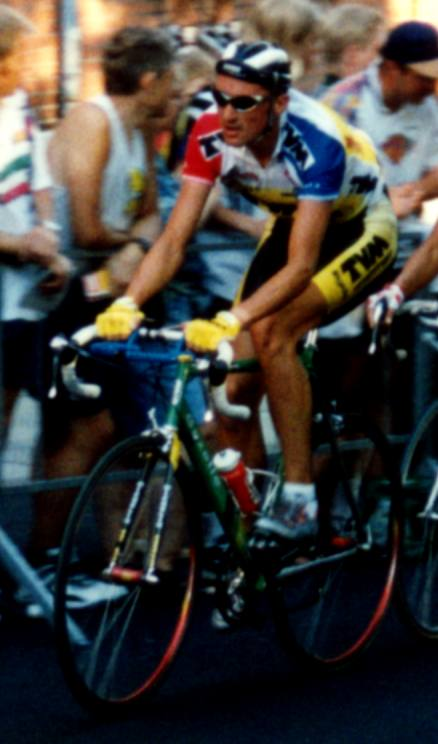
Jesper Skibby
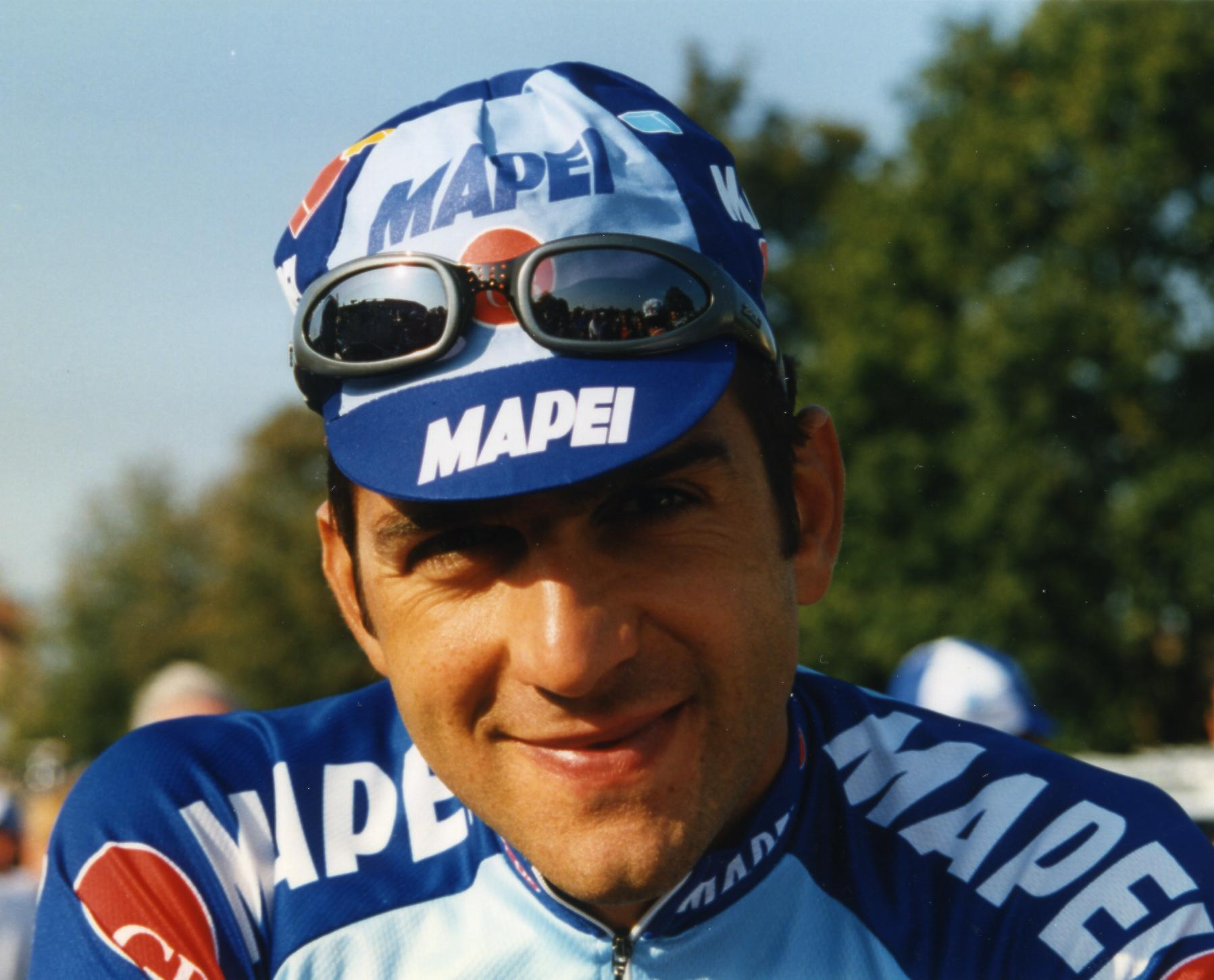
Franco Ballerini
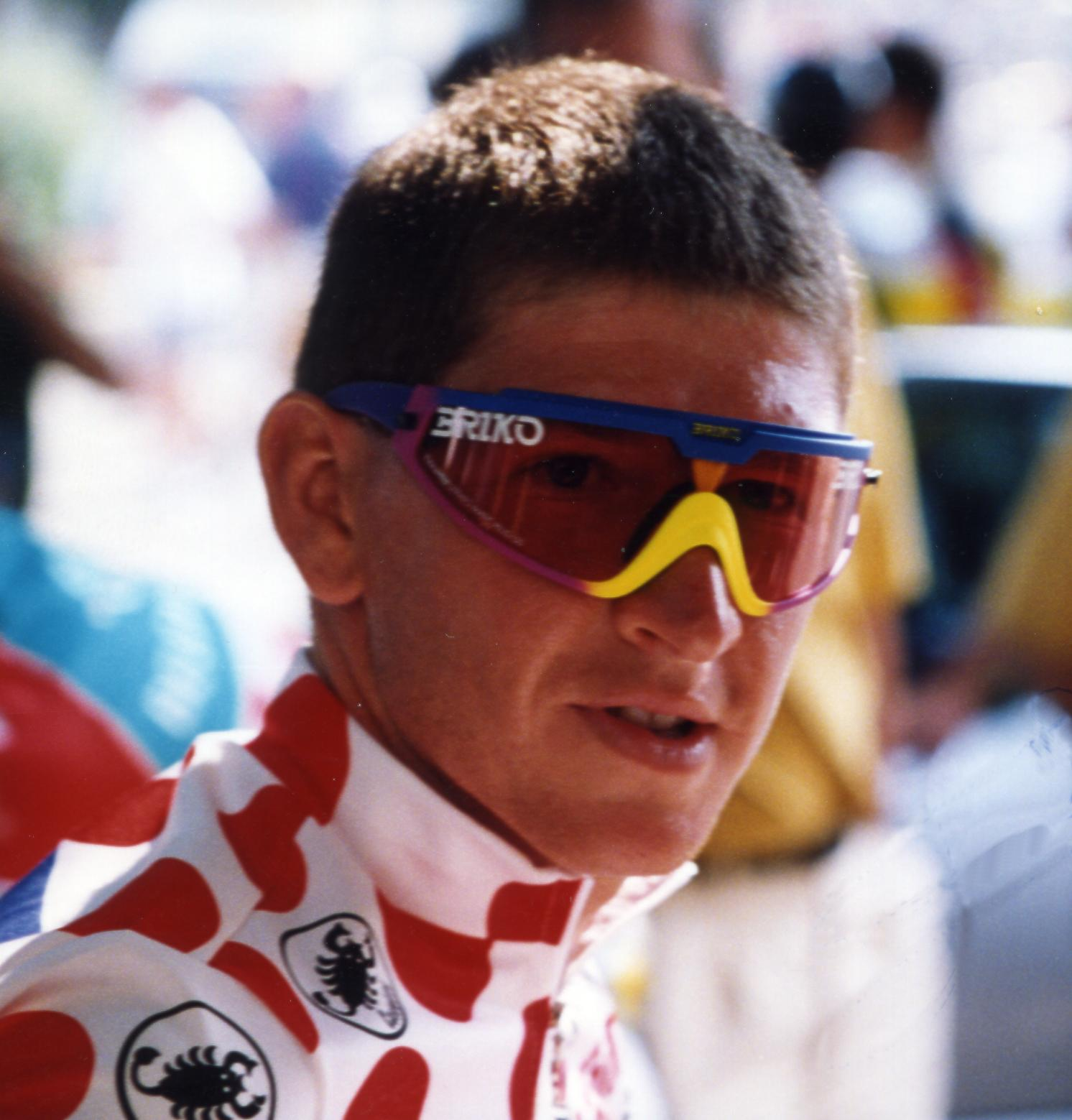
François Simon
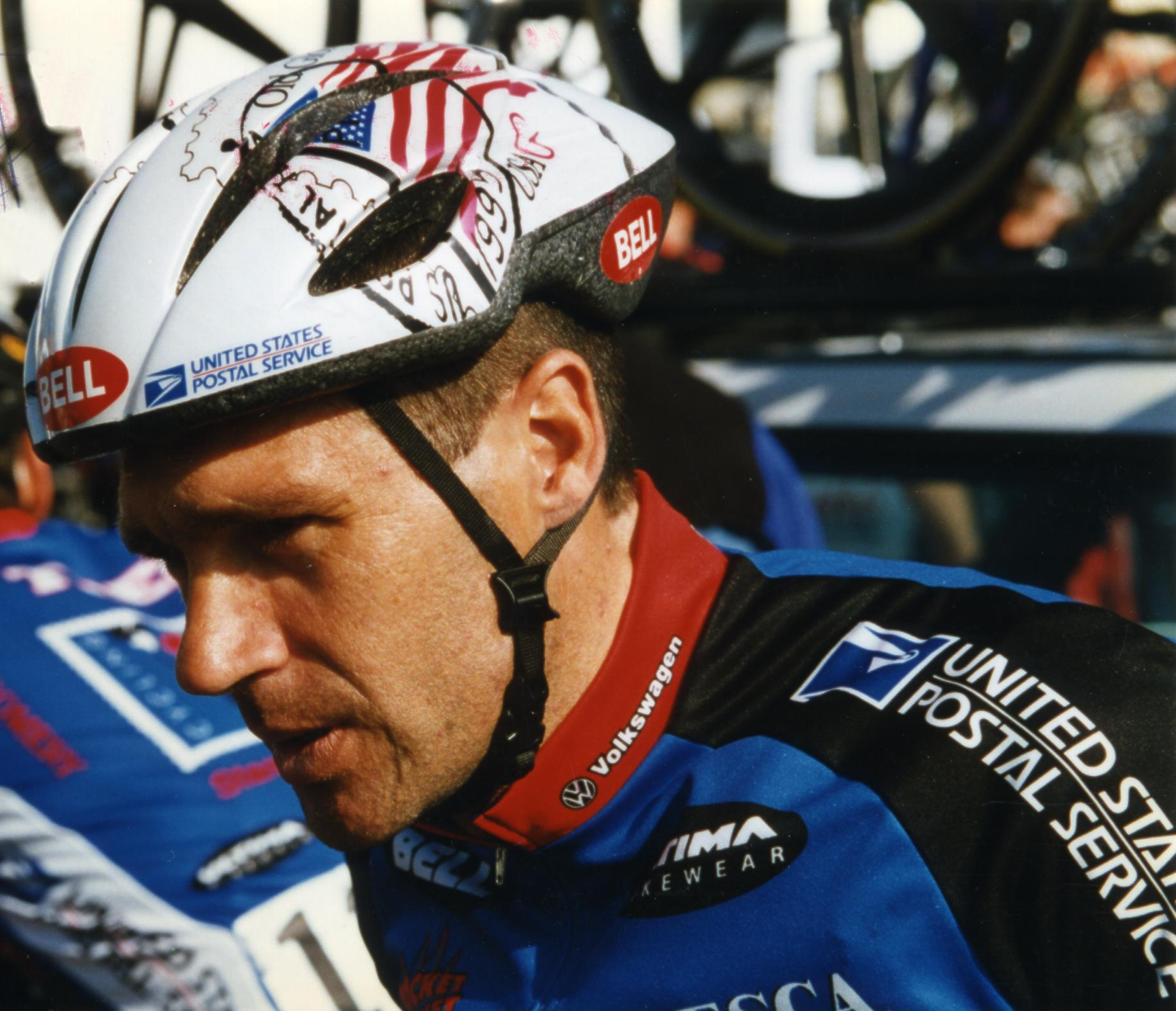
Adriano Baffi
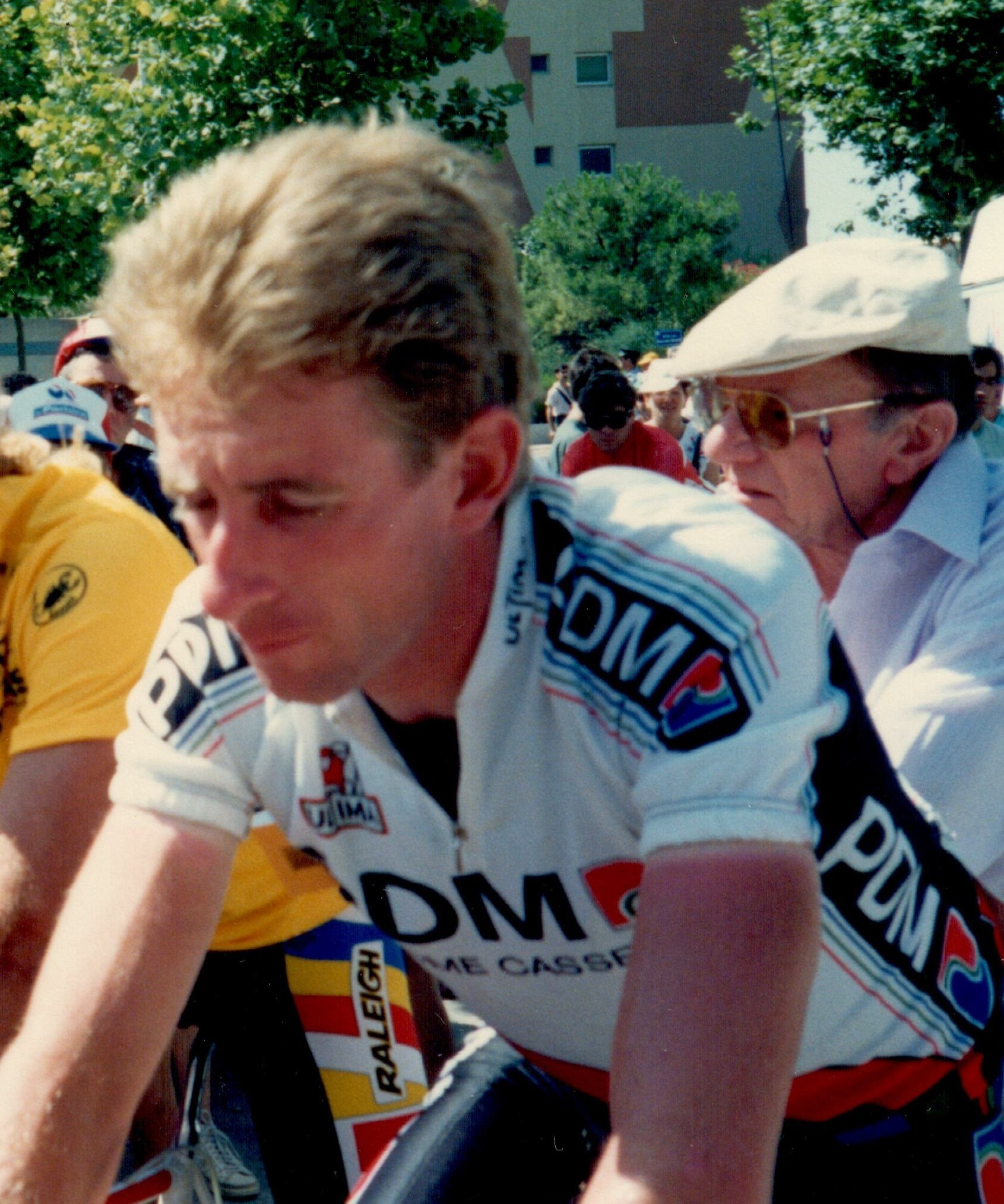
Rudy Dhaenens
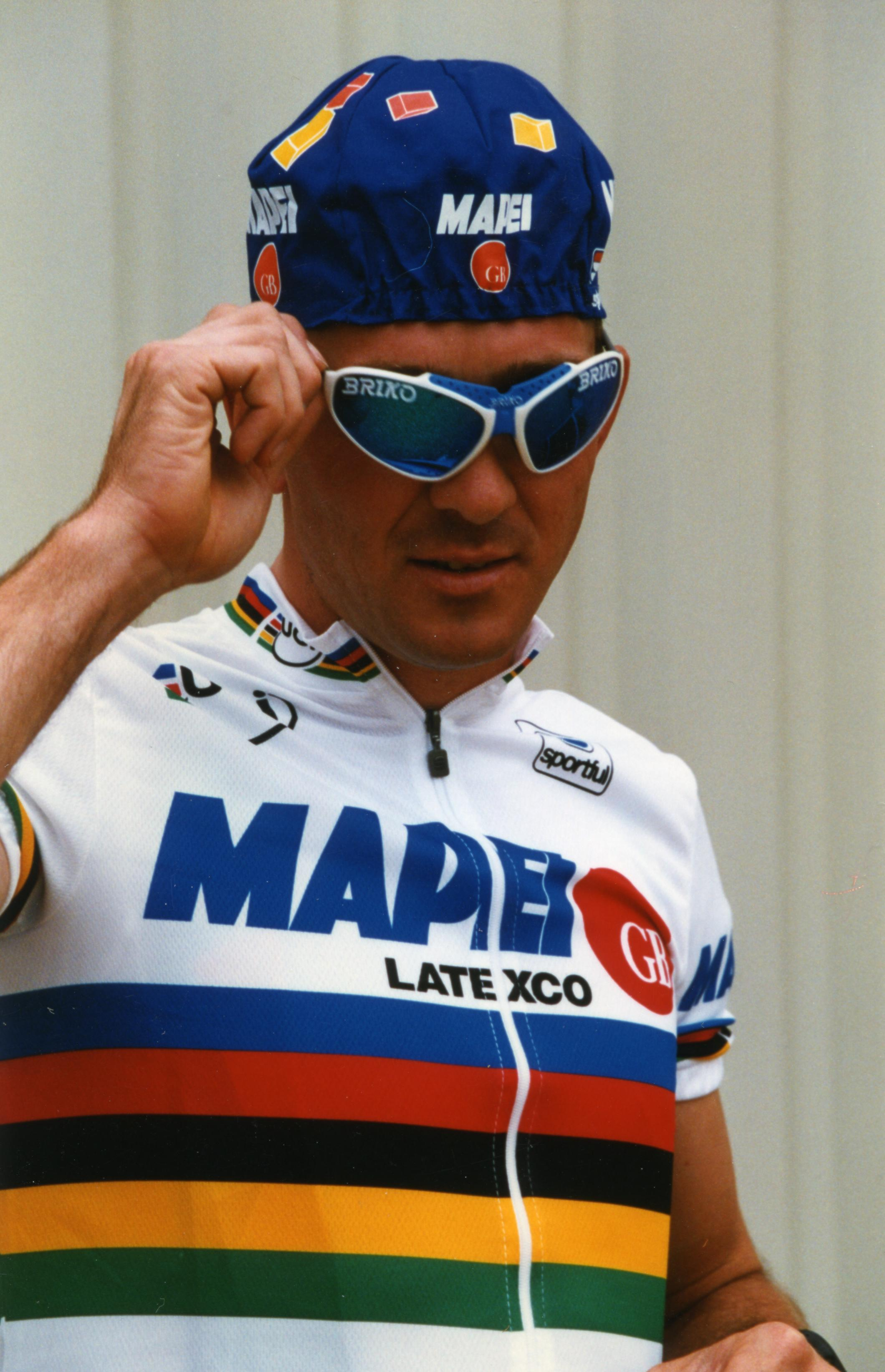
Johan Museeuw
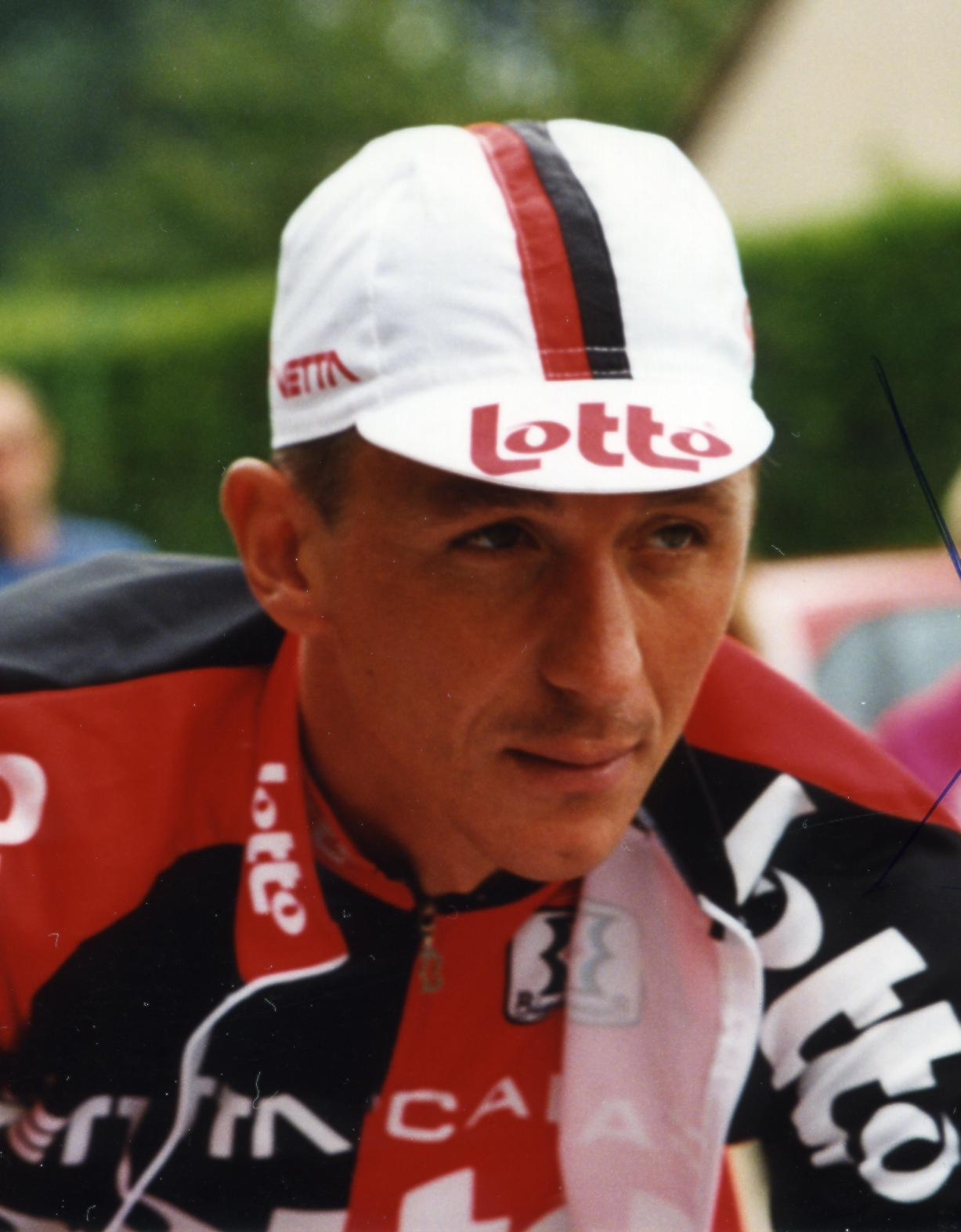
Andrei Tchmil

1913 · 
1914 · 
1915 · 
1916 · 
1917 · 
1918 · 
1919 · 
1920 · 
1921 · 
1922 · 
1923 · 
1924 · 
1925 · 
1926 · 
1927 · 
1928 · 
1929 · 
1930 · 
1931 · 
1932 · 
1933 · 
1934 · 
1935 · 
1936 · 
1937 · 
1938 · 
1939 · 
1940 · 
1941 · 
1942 · 
1943 · 
1944 · 
1945 · 
1946 · 
1947 · 
1948 · 
1949 · 
1950 · 
1951 · 
1952 · 
1953 · 
1954 · 
1955 · 
1956 · 
1957 · 
1958 · 
1959 · 
1960 · 
1961 · 
1962 · 
1963 · 
1964 · 
1965 · 
1966 · 
1967 · 
1968 · 
1969 · 
1970 · 
1971 · 
1972 · 
1973 · 
1974 · 
1975 · 
1976 · 
1977 · 
1978 · 
1979 · 
1980 · 
1981 · 
1982 · 
1983 · 
1984 · 
1985 · 
1986 · 
1987 · 
1988 · 
1989 · 
1990 · 
1991 · 
1992 · 
1993 · 
1994 · 
1995 · 
1996 · 
1997 · 
1998 · 
1999 · 
2000 · 
2001 · 
2002 · 
2003 · 
2004 · 
2005 · 
2006 · 
2007 · 
2008 · 
2009 · 
2010 · 
2011 · 
2012 · 
2013 · 
2014 · 
2015 · 
2016 · 
2017 · 
2018 · 
2019 · 
2020 · 
2021 · 
2022 · 
2023 · 
2024 · 
2025
Lijst van beklimmingen